# KS X 1002
KS X 1002, intitulé 정보 교환용 부호 확장 세트 (en coréen jeux de code d’extension pour l’échange d’information), est une norme sud-coréenne de codage des caractères. Elle était nommée KS C 5657 avant 1997. Il n’a jamais été implémenté.

## Composition
KS X 1002 est composé de 94 × 94 caractères, dont les rangées sont organisées comme suit :
- 0x21 à 0x2A : caractères latins et grecs ;
- 0x2B à 0x2E : caractères spéciaux (symboles APL, symboles mathématiques, jamos étendus, etc.) ;
- 0x30 à 0x44 : extension hangul ;
- 0x45 à 0x56 : hangul archaïque ;
- 0x57 à 0x75 : extension de caractères chinois.